# Chiesa di Santa Reparata (Casoli)
La chiesa di Santa Reparata di Casoli, in provincia di Chieti, venne costruita nel 1447. Lievemente danneggiata durante la seconda guerra mondiale nel dopoguerra venne ammodernata perdendo il pregevole soffitto dichiarato monumento nazionale. È stata riaperta al culto nel 1952.

## Storia
Una lapide quattrocentesca incastonata nella parete di fondo della navata sinistra della chiesa reca un'iscrizione che commemora la posa della prima pietra del tempio, avvenuta il giorno della festa di Tutti i Santi (1º novembre) del 1447: la chiesa era però dedicata a santa Liberata, e nei resoconti delle visite pastorali compiute dagli arcivescovi di Chieti per tutto il '600 si continua a menzionarla con questo titolo. Solo a partire dagli anni a cavallo tra il XVII ed il XVIII secolo, per ragioni non chiare, si inizia a denominarla Santa Reparata: dai registri parrocchiali emerge addirittura che, in quegli anni, donne alle quali nel battesimo era stato imposto il nome di Liberata venivano unite in matrimonio o sepolte con il nome di Reparata.
La chiesa venne eretta al di fuori delle mura cittadine, su una collina franosa dominante la contrada delle Lame: la tradizione locale attribuisce la scelta di una zona tanto svantaggiosa alla volontà della santa, la cui immagine sarebbe apparsa su un olmo (la leggenda continua con il racconto del tronco dell'albero murato dietro l'altare maggiore, ma durante i lavori di ricostruzione non ne è stata rinvenuta traccia). Probabilmente la scelta ricadde su quel sito perché si trovava in posizione strategicamente importante, a presidio della strada che dalle zone pianeggianti della valle dell'Aventino portava verso l'area montana e quindi a Napoli.
L'iscrizione già citata riporta che l'edificio fu iniziato «...per boto che fo facto per lomini de Casolo per casione de moria...», quindi per soddisfare un voto fatto in occasione di un'epidemia. Una leggenda improbabile vuole che, in occasione di quella pestilenza, una delegazione di casolani si sia recata a Roma ed abbia ottenuto dal pontefice il corpo della santa, prelevato dallo stesso papa dalle catacombe, ma non si hanno testimonianze dell'episodio.
La chiesa nel XVII secolo fu ammodernare in stile barocco, furono aggiunte due navate laterali con cappelle; fu costruito il monumentale soffitto ligneo istoriato a opera di Vittorio Buzzacarino da Lanciano.  La chiesa nel 1933 da un terremoto della Majella e subì lavori di consolidamento. Nel 1943 fu parzialmente danneggiata dai bombardamenti alleati e rimase inagibile. Nel 1948 iniziarono i lavori di recupero dal Genio Civile di Chieti, in tali lavori andò perduto il pregevole soffitto ligneo della navata centrale e fu rifatta daccapp la facciata in stile pseudo Romanico.
Negli anni '60 su volere del parroco don Tancredi Madonna, fu rifatto il tabernacolo d'altare maggiore, arretrandolo presso l'abside, demolendo la vecchia sagrestia.

## Descrizione

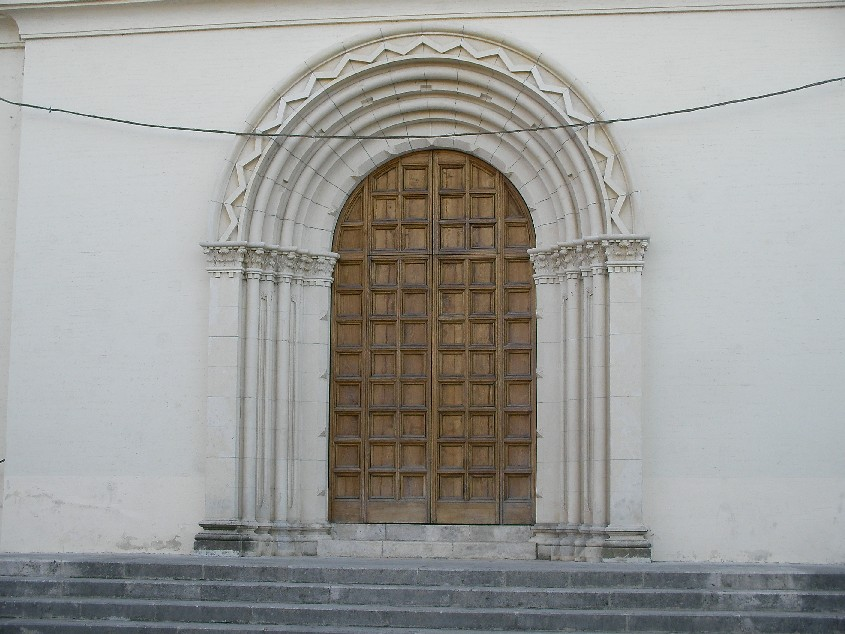
L'attuale portale

La chiesa ha un impianto longitudinale a tre navate, di cui la centrale maggiore, divise da una serie di pilastri ad arco a tutto sesto. L'abside della navata centrale è semicircolare. Esternamente ci sono finestre tardo-gotiche trilobate.
Il 26 novembre 1943, una bomba aerea di piccole dimensioni (spezzone), proveniente da un aereo alleato, cadde sulla copertura della navata destra della chiesa, aprendo uno squarcio nella struttura del tetto: lo scoppio danneggiò solo alcuni dei quadri del pregevole soffitto a cassettoni intagliato e dipinto in oro e argento, costruito tra il 1603 ed il 1606 dall'artista veneto Vittorio Buzzacarino, figliastro e allievo di Polidoro da Lanciano; l'opera di inestimabile valore, dipinto circa ottant'anni prima del soffitto ligneo della navata centrale della collegiata di Santa Maria del Colle a Pescocostanzo, fu dichiarato monumento nazionale. Risparmiato dagli eventi bellici, nel dopoguerra non viene restaurato ma interamente trafugato durante i lavori di ammodernamento per conto del Genio Civile di Chieti.
Al posto dell'originale soffitto ligneo, vennero realizzati dei arnplici e anonimi lacunari piani per ciascuna navata. 
Oggi la chiesa di Santa Reparata conserva la tipologia e le proporzioni originali, malgrado scialbi restauri del dopoguerra: è a schema basilicale, a tre navate delimitate da pilastri. La facciata ricostruita negli anni cinquanta è a terminazione piana, ad imitazione dei più insigni monumenti dell'arte cristiana in Abruzzo (Santa Maria di Collemaggio, San Bernardino all'Aquila).
La facciata prima del rifacimento postbellico, era molto grezza, in pietra a vista , quadrangolare, con oculo centrale, poi rifatto a rosone a raggiera, e portale romanicheggiante con lunetta tardo romanica a tutto sesto.
Il portale scolpito originale del XV secolo, con figure angeliche e ornamenti  vegetali,venne traslato nel prospetto laterale. Si caratterizza per la decorazioneromanicheggiante a fioroni, tralci vegetali e volti angelici tra ali. Coi restauri del Genio Civile, la figure del Dio Padre benedicente fu rimontato, con dei rosoni scolpiti, dentro la chiesa. 
La chiesa conserva anche altri arredi architettonici datati 1539, come l'arco trionfale che chiudeva il presbiterio, l'altare di santa Reparata e quelli dei santi apostoli Filippo e Giacomo, posti in fondo alle navate laterali. Le statue dei santi sono del '600. 
Al suo interno conserva un trittico con santa Liberata ed Angeli realizzato nel 1506 da Antonio di Francesco di Tommaso da Fossombrone, artista vicino alla maniera di Carlo Crivelli.
Nel 2019 è stato restaurato il prezioso Trittico di Santa Reparata, che prima della guerra era situato presso il tabernacolo d'altare maggiore. Il busto processionale di San Gilberto, dopo il trafugamento negli anni '80, fu ricostruito in legno indorato.
Più recenti sono le tele raffiguranti san Pio X, realizzata da Mario Barberis, lo stesso che dipinse il drappo con l'immagine del papa esposta durante la sua cerimonia di canonizzazione (1954), e Maria Ausiliatrice, che venne invocata durante la seconda guerra mondiale affinché risparmiasse il paese dai bombardamenti. Il pittore locale Peppe Candeloro dipinse un affresco su tavola ritratte il Battesimo di Cristo.